# Keak da Sneak
Keak da Sneak (ur. 21 października 1977 roku) – amerykański raper pochodzący z Oakland w stanie Kalifornia.

## Dyskografia
Opracowano na podstawie źródła.
Albumy studyjne
- 1999: Sneakacydal
- 2001: Hi-Tek
- 2002: Retaliation
- 2002: The Farm Boyz
- 2003: Copium
- 2003: Counting Other Peoples Money
- 2004: Keak da Sneak
- 2005: Town Business
- 2005: That's My Word
- 2005: On One
- 2006: Contact Sport
- 2006: Kunta Kinte
- 2006: Thizz Iz Allndadoe
- 2008: Deified
- 2010: Mobb Boss
- 2011: Sneakacydal Returns

Wspólne albumy
- 2004: Dope Game (z B.A., The Jacka, Husalah & Verstyle)
- 2005: Dope Game 2 (z Frank Stickemz, Verstyle & B.A.)
- 2007: Da Bidness (z Messy Marv & P.S.D. Tha Drivah)
- 2008: Welcome to Scokland (z San Quinn)
- 2008: Word Pimpin 2: We Don't Need You (z Baby S & Q-Z)
- 2011: Da Bidness 2 (z Messy Marv & P.S.D. Tha Drivah)